# Gedi
Gedi vagy Gede falu Kenya indiai-óceáni partvidékén, Malinditől délre és Watamutól északra, a Parti tartomány Malindi kerületében.
Itt találhatók Gedi romjai, a régió egyik legnépszerűbb turistalátványossága. A mára romvárossá vált korábbi kikötővárost a 13. században, vagy még régebben alapították, épületeinek stílusa a szuahéli építészethez köti őket.
A mai falu, amelynek mintegy 600 lakosa van, múzeummal és lepkeházzal rendelkezik.